# Воцерковление
Воцерковле́ние — особый обряд в богослужебной практике исторических церквей (церк.-слав. «Чин воцерковления отрочати»), совершаемый в 40-й день после рождения младенца. Чин воцерковления включает благодарственные молитвы и предполагает благословение матери и младенца, вхождение их в ряды членов Церкви, если ребёнок уже был крещён. Пресвитер молится над матерью в притворе, прочитывает «очистительные» молитвы, чтобы после родов она вновь смогла входить в храм и участвовать в Евхаристии.
В современной практике воцерковле́нием иногда называют также постепенное введение в основы веры и благочестия (катехизация) взрослого человека, собирающегося принять таинство крещения или уже крещённого ранее (например в детстве).

## История
Еврейская практика была основана на книге Левит (Лев. 12:1—8), в которой описывается, церемониальный обряд, который должен выполняться для того, чтобы восстановить ритуальную чистоту женщины. Считалось, что роженица остаётся нечистой из-за послеродовых выделений. Этот обряд был частью церемониала, а не морального закона.
Обычай благословлять женщину после родов имеет основанием описание очищения Пресвятой Девы Марии, упомянутое в Евангелии от Луки (Лк. 2:22): «А когда исполнились дни очищения их по закону Моисееву, принесли Его в Иерусалим, чтобы представить пред Господа, как предписано в законе Господнем, чтобы всякий младенец мужеского пола, разверзающий ложесна, был посвящён Господу.» Принесение младенца Иисуса Христа в Иерусалимский Храм его родителями состоялось на 40-й день после Рождества и на 32-й день после Обрезания.
В Католической церкви чин воцерковления был исключён из практики в 1960-е годы после решений Второго Ватиканского Собора.
В Англиканской церкви чин «воцерковления женщин» используется и в настоящее время. В Епископальной церкви чин «воцерковления женщин» после родов совмещается с презентацией ребёнка церковной общине.